# Władysław Witwicki

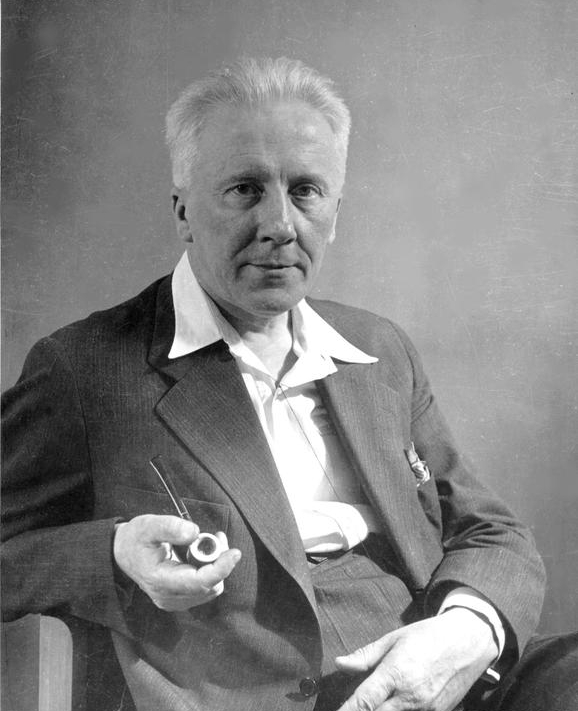
Władysław Witwicki (1945–1948)

Władysław Witwicki (* 30. April 1878 in Lubaczów; † 21. Dezember 1948 in Konstancin) war ein polnischer Psychologe, Philosoph, Übersetzer, Historiker der Philosophie und Kunst und Künstler. Er gilt als einer der Väter der polnischen Psychologie. Er ist einer der Denker der Lemberg-Warschau-Schule.

## Leben
Witwicki absolvierte die Universität Lemberg, wo er Student und Doktorand (1901) von Kazimierz Twardowski war. Er studierte auch an der Universität Wien unter anderem bei Alois Höfler und an der Universität Leipzig unter anderem bei Wilhelm Wundt. Er lehrte an der Universität Lemberg und wurde Professor an der Universität Warschau (1919–1948).
Witwicki ist der Autor des ersten polnischen Lehrbuchs über Psychologie, der Schöpfer der Theorie des Kratismus, und befasste sich unter anderem mit der Religionspsychologie.
Er war das fünfte Kind von Urszula Witwicka und Ludwik-Filip Wasylkowicz Witwicki und auch der Vater von Janusz Witwicki, einem Architekten und Kunsthistoriker, der das künstlerische Panorama des alten Lwiw geschaffen hat.

## Nennenswerte Werke
- Übersetzungen von Platons Dialogen
- Psychologia do użytku słuchaczów wyższych szkół naukowych, Volumen 1–2 (1925–1927)
- Zarys psychologii (1928)[16]
- Wiadomości o stylach (1934)
- Wiara oświeconych, 1959 (fr.: La foi des éclairés, 1939)
- Übersetzung des Matthäusevangeliums und des Markusevangeliums mit der psychologischen Analyse des Charakters (Dobra Nowina według Mateusza i Marka; 1942 geschrieben, 1958 veröffentlicht)